# Zirler Berg
De Zirler Berg is een 1057 m.ü.A. hoge berg in de Oostenrijkse deelstaat Tirol. De door het Zirler Wald beboste bergtop wordt gerekend tot de Noordelijke Kalkalpen. In feite is deze 'berg' een uitloper van het Karwendelgebergte. Ten westen van de berg begint het Miemingergebergte. De berg reikt boven het Inndal uit, ten noordwesten van Zirl, ten noordoosten van Inzing en ten zuidoosten van Reith bij Seefeld.
Sinds 1637 staat net ten noorden van de top bij het dorpje Reith-Leithen (gemeente Reith) een pestzuil. Drie kilometer ten noordoosten van de Zirler Berg ligt de top van de Brunstkopf (1719 m.ü.A.). Over de oostelijke flank van de berg loopt de Seefelder Straße (B177) in de richting van het Seefelder Sattel (1185 m.ü.A.). In vroegere tijden liepen een deel van de Via Decia over de Zirler Berg.